# Karl-Heinz Graf von Rothenburg
Karl-Heinz Graf von Rothenburg (Pseudonym Carolus Henricus Rubricastellanus; * 7. April 1934 in Wiesbaden; † 17. Januar 2019 in Aachen) war ein deutscher Klassischer Philologe. Bekannt wurde er unter anderem durch seine Übersetzungen von Asterix-Alben ins Lateinische, die er unter dem Pseudonym Rubricastellanus (eine Latinisierung seines Nachnamens) vorlegte.

## Leben
Karl-Heinz Graf von Rothenburg stammte aus dem 1850 begründeten preußischen Geschlecht der Grafen von Rothenburg. Er war ein Nachfahre der zweiten Ehefrau des Fürsten Konstantin von Hohenzollern-Hechingen, Amalie Gräfin von Rothenburg, geb. Schenk von Geyern, und deren nachmaligen zweiten Ehemanns, des vormaligen Hofmarschalls Gustav von Meske. Karl-Heinz Graf von Rothenburg war somit ein Nachkomme des Wilhelm Friedrich Louis Gustav Graf von Rothenburg-(Meske) (1861–1929).
Nach dem Abitur am Bismarck-Gymnasium Karlsruhe wollte er Musik studieren. Da er von zu Hause nicht unterstützt werden konnte, studierte er stattdessen Evangelische Theologie an der Universität Heidelberg. Nach den beiden Examina war er ca. ein Jahr Vikar in der badischen Landeskirche. Aufgrund einer Glaubenskrise schied er freiwillig aus dem kirchlichen Dienst aus und studierte alte Sprachen, wiederum an der Heidelberger Universität. Nach Studium und Referendariat war er an verschiedenen Gymnasien tätig, zuletzt 10 Jahre am Oberstufen-Kolleg Bielefeld. Seine Unterrichtsfächer waren Latein, Griechisch und evangelische Theologie.
Darüber hinaus hat er eine Anregung des bulgarischen Psychiaters Georgi Losanow aufgegriffen, dessen Suggestopädie das Lernen angeblich erleichterte. In den 1980er-Jahren gründete er einen Verein, den er ALLOS nannte (ALLOS = alternatives Lehren und Lernen ohne Stress). Der Verein bot Fremdsprachenkurse mit der suggestopädischen Methode an. Im Rahmen des Vereinsprogramms wurden auch Intensivkurse für Studenten durchgeführt, die das Latinum oder Graecum erlangen wollten. Diese Kurse erhoben den Anspruch, die Teilnehmer in 5 Wochen von Nullkenntnissen bis zur Lektürefähigkeit von Ciceroschriften zu bringen.

## Veröffentlichungen

### Als Autor / Herausgeber
- Übersetzungstechnik. Teil 1. Ovid: Die Battusgeschichte, Metamorphosen II, 680–706. Hauptband. Bayerischer Schulbuch-Verlag, München 1972, ISBN 3-7627-5007-6.
  - Übersetzungstechnik. Teil 1. Ovid: Die Battusgeschichte, Metamorphosen II, 680–706. Hauptband. 2. Auflage, Bayerischer Schulbuch-Verlag, München 1976, ISBN 3-7627-5007-6.
- Übersetzungstechnik. Teil 1. Ovid: Die Battusgeschichte, Metamorphosen II, 680–706. Antwortheft. Bayerischer Schulbuch-Verlag, München 1972, ISBN 3-7627-5008-4.
- Übersetzungstechnik. Teil 1. Ovid: Die Battusgeschichte, Metamorphosen II, 680–706. Lehrerheft. Bayerischer Schulbuch-Verlag, München 1972, ISBN 3-7627-5007-K.
- Die Eroberung Galliens durch Cäsar - Ruhmestat oder Verbrechen. Rubricastellanus Verlag Aachen 2017, ISBN 3-00-055898-5.
- Caesaris commentarii belli Gallici. Bellum Helveticum (= Scriptores antiqui Romani imaginibus ornati). Spectra-Multimedia, Dorsten 1987, ISBN 3-924593-06-X.
  - Caesaris commentarii belli Gallici. Bellum Helveticum (= Scriptores antiqui Romani imaginibus ornati). 2. Auflage, Spectra-Multimedia, Dorsten 1988, ISBN 3-924593-06-X.
  - Caesaris commentarii belli Gallici. Bellum Helveticum (= Scriptores antiqui Romani imaginibus ornati). 4. Auflage, Spectra-Multimedia, Dorsten 1988, ISBN 3-924593-06-X.
  - Caesaris commentarii belli Gallici. Bellum Helveticum (= Scriptores antiqui Romani imaginibus ornati). 5. Auflage, Spectra-Multimedia, Dorsten 1988, ISBN 3-924593-06-X.
- Meine ersten Wörter und Sätze. Latein. Ars-Ed., München 1992, ISBN 3-7607-4575-X.
- Caesaris e commentariis de bello Gallico bellum Helveticum. Hauptband. Klett-Schulbuchverlag, Stuttgart/Düsseldorf/Berlin/Leipzig 1992, ISBN 3-12-667200-0.
- Caesaris e commentariis de bello Gallico bellum Helveticum. Worterläuterungen zum Comicteil. Klett-Schulbuchverlag, Stuttgart/Düsseldorf/Berlin/Leipzig 1993, ISBN 3-12-667240-X.
- P. Ovidii Nasonis Metamorphoses selectae. Hauptband. Klett-Schulbuchverlag, Stuttgart/Düsseldorf/Berlin/Leipzig 1996, ISBN 3-12-667400-3.
- P. Ovidii Nasonis Metamorphoses selectae. Worterläuterungen zu Comic und Text. Klett-Schulbuchverlag, Stuttgart/Düsseldorf/Berlin/Leipzig 2001, ISBN 3-12-667440-2.
- Geschichte und Funktion von Abbildungen in lateinischen Lehrbüchern. Ein Beitrag zur Geschichte des textbezogenen Bildes (= Prismata. Band 18). Zugleich Dissertation, Köln 2007, Peter Lang, Frankfurt/Berlin/Bern/Bruxelles/New York/Oxford/Wien 2009, ISBN 978-3-631-59751-4.

### Als Übersetzer
- Falx aurea. Periculum quoddam Asterigis. Delta-Verlag, Stuttgart 1978, ISBN 3-7704-0052-6.
- Asterix - certamen principum. Delta-Verlag, Stuttgart 1981, ISBN 3-7704-0057-7.
- Asterix - fossa alta. Ehapa, Stuttgart 1981, ISBN 3-7704-0058-5.
- Asterix apud Britannos. Delta-Verlag, Stuttgart 1982, ISBN 3-7704-0059-3.
- Iter Gallicum (= Goscinny et Uderzo novum periculum Asterigis et Obeligis praebent. Band 5). Ehapa, Köln 2008, ISBN 978-3-7704-0055-3.
- Asterix Gallus (= Goscinny et Uderzo novum periculum Asterigis et Obeligis praebent. Band 1). Ehapa, Köln 2010, ISBN 978-3-7704-0051-5.
- Asterix gladiator (= Goscinny et Uderzo novum periculum Asterigis et Obeligis praebent. Band 4). Ehapa, Köln 2010, ISBN 978-3-7704-0054-6.
- Asterix et Cleopatra (= Goscinny et Uderzo novum periculum Asterigis et Obeligis praebent. Band 6). Egmont, Berlin 2011, ISBN 978-3-7704-3464-0.
- Asterix apud Gothos (= Goscinny et Uderzo novum periculum Asterigis et Obeligis praebent. Band 3). Egmont, Berlin 2014, ISBN 3-7704-3769-1.
- Laurea Caesaris (= Goscinny et Uderzo novum periculum Asterigis et Obeligis praebent. Band 24). Egmont, Köln/Berlin 2015, ISBN 3-7704-3839-6.
- Papyrus Caesaris (= Goscinny et Uderzo novum periculum Asterigis et Obeligis praebent. Band 25). Egmont, Köln/Berlin 2016, ISBN 3-7704-3901-5.
- Asterix legionarius (= Goscinny et Uderzo novum periculum Asterigis et Obeligis praebent. Band 13). Egmont, Berlin 2017, ISBN 3-7704-3940-6.
- Certamen principum (= Goscinny et Uderzo novum periculum Asterigis et Obeligis praebent. Band 7). Egmont, Berlin 2018, ISBN 3-7704-3966-X.